# Kunsthaus Dresden

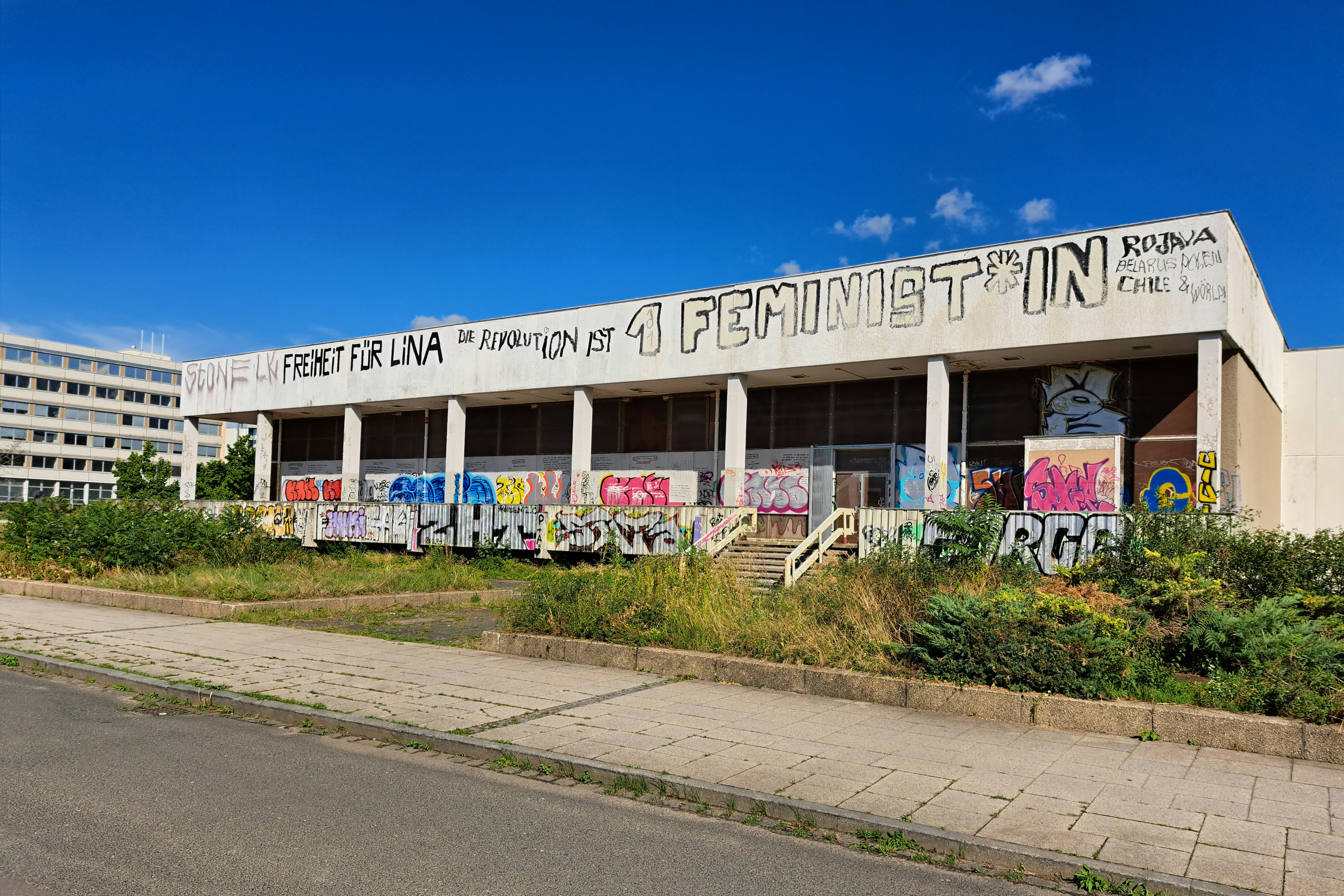
robotron-Kantine, der neue Standort des Kunsthaus Dresden, von der Zinzendorfstraße aus gesehen

Das Kunsthaus Dresden ist als städtische Kultureinrichtung Teil der Museen der Stadt Dresden. Das Haus für internationale Gegenwartskunst gibt mit wechselnden Ausstellungen und begleitenden Veranstaltungen Einblicke in das aktuelle Kunstgeschehen der Welt. Die im Kunsthaus Dresden entwickelten Ausstellungen und Kooperationen, Festivals, Vortragsreihen und Bildungsprojekte an Schulen widmen sich in verschiedenen künstlerischen Ausdrucksformen besonderen aktuellen Themen der globalen Gegenwartskunst aus der Perspektive ganz unterschiedlicher Herkünfte und Generationen.

## Beschreibung
Seit der Widmung 1991 gilt das Kunsthaus Dresden als zentraler städtischer Ort für internationale Gegenwartskunst und ist seitdem für die neuesten Entwicklungen der internationalen und überregionalen Kunst sowie auch für die junge zeitgenössische Kunst in Dresden offen.

### Internationale Gegenwartskunst
Die Arbeit des Kunsthauses gilt in unterschiedlichen, oft interdisziplinären Teamkonstellationen der Entwicklung und Präsentation von Ausstellungen aktueller Gegenwartskunst und der Entwicklung von Angeboten der Bildung und Vermittlung. Seit 2009 auch mit eigenen Programmstrecken außerhalb des eigenen Hauses für Schulen in Dresden und der Region. Das lebendige Programm mit wechselnden Vorträgen, Workshops, Filmreihen, Performances, Konzerten und Führungen bietet darüber hinaus einem interessierten Dresdner Publikum, das ein breites Spektrum der Kulturszene und auch ein junges Publikum in sich vereint, Einblicke in ganz aktuelle Tendenzen der Kunst. Die im Kunsthaus Dresden entwickelten Ausstellungen und Kooperationen, Festivals, Vortragsreihen und Bildungsprojekte an Schulen widmen sich in verschiedenen künstlerischen Ausdrucksformen besonderen Themen der globalen Gegenwartskunst.

### Kunst im urbanen Raum
Das Kunsthaus Dresden beschränkt sich nicht auf Ausstellungen im eigenen Haus, sondern initiiert künstlerische Erfahrungen und Begegnungen von Menschen an vielen anderen Orten im Stadtraum unter anderem auch auf dem Theaterplatz und dem Neumarkt. Beispiele hierfür sind das im Jahr 2016 gestartete Kulturfest Am Fluss / At the River, zu Kulturen des Ankommens / On Cultures of Arrival. In diesem Rahmen löste das vom Kunsthaus Dresden initiierte temporäre Mahnmal ‚Monument‘ des deutsch-syrischen Künstlers Manaf Halbouni bereits mit seiner Eröffnung eine Welle der regionalen und überregionalen Anteilnahme und Emotionen aus. Eine intensive Auseinandersetzung mit Formen des Gedenkens und mit zeitgenössischer Kunst begleiteten nachfolgend das Geschehen vor Ort und sorgte für internationale Medienaufmerksamkeit.
Weitere wichtige Projekte waren von 2014 bis 2016 Vot ken you mach? ein disziplinenübergreifendes Projekt in Dresden und Wrocław zu jüdischen Identitäten in Europa gemeinsam mit Dorota Monkiewicz und Rafal Jakubovic am MWW Museum für Gegenwartskunst in Breslau wie auch 2016 Die Deutschen kamen nicht in Zusammenarbeit mit Michal Bieniek in Wrocław und die Premiere der Tourneeausstellung des ifa The Event of A Thread, die in Dresden mit einem umfangreichen Programm an Kollaborationen und Performances im Stadtraum (Lara Schnitger Suffragette City, Raul Walch Azimut Muqarnas Elbflug) startete.
Jaan Toomik, Marian Bogusz, Christa Jeitner, Seiichi Furuya, Lysann Buschbeck, Ulrike Grossarth, Lisl Ponger und Leoni Wirth sind Künstler, die u. a. mit Einzelausstellungen im Kunsthaus Dresden vertreten waren. Gegenstand einer medialen Spekulation größeren Umfangs wurde ein Beitrag in der Gruppenausstellung Künstliche Tatsachen / Boundary Objects. Hier wurden mit dem Hinweis auf eine bislang rätselhafte Vorgeschichte elf Collagen unter dem Autorennamen Karl Waldmann gezeigt. Hieraus folgte der Fall Waldmann, in dem Thomas Steinfeld als Autor der Süddeutschen Zeitung den Verdacht der Kunstfälschung äußerte. Weder konnte dieser Verdacht erhärtet werden, noch ließ sich im Rahmen des ‚Falls’ eine abschließende Klärung der Frage der Autorenschaft vornehmen.

### Kunst im Kontext vor und nach 1989
Als weitere wichtige Projekte zählen auch die Ausstellung der Meisterschüler zum 250-jährigen Jubiläum der Hochschule für Bildende Kunst Dresden „New Masters so Far“, und die Vielzahl an Ausstellungen, die die unterschiedlichen Kunstentwicklungen in Ost und West als gemeinsam erlebte und zu reflektierende Vorgeschichte unserer heutigen Gegenwart thematisieren. Eine Auswahl dieser Ausstellungen und Projekte lautet: „Ich bin nicht meine Zielgruppe“ zur Sammlung Stefan Heinemann, „Ortstermin mit Leoni Wirth“, die erste Retrospektive zum Werk der Dresdner Bildhauerin Leoni Wirth in Zusammenarbeit mit dem Kunstfonds/Staatliche Kunstsammlungen Dresden, „40 Jahre Videokunst“, ein Rückblick zur Medienkunst in Ost und West in Zusammenarbeit mit dem ZKM Zentrum für Medienkultur, „Unbekannte Schwester I/II“ u. v. m.

### Kunst und Bildung
Einen weiteren Schwerpunkt der Projektentwicklung am Kunsthaus Dresden stellt das Bildungspotential der Gegenwartskunst in Bezug auf ästhetische und kulturelle Bildung dar. Projekte wie Shifting Identities, Das Mobile Landschaftsatelier, Walden # 3, Vot ken you mach mobil und White Cube Black Box, ein eigenes Format des Kunsthauses in Kooperation mit Jugendlichen in Zusammenarbeit mit Architekten, Gestaltern, Künstlern in Dresden sind in den vergangenen Jahren unter dem Titel Kunst = Bildung entstanden.
Das im Jahr 2007 im Kunsthaus entwickelte Projekt Walden #3, publiziert bei Spector Books, thematisierte in Zusammenarbeit mit Künstler / und Schüler mit Ausstellungen und Tagungen in Dresden und München programmatisch die Aktualität der historischen Reformpädagogik.

## Publikationen
Begleitend zur Arbeit des Hauses sind eine Reihe von Publikationen entstanden, unter anderem der Fotoband, Seiichi Furuya: Warum Dresden, 2016, der zweibändige Katalog zu Kunst und historischer Fotografie Ulrike Grossarth: Stoffe aus Lublin, 2011, die Essaysammlung Welt in Hand. World in Your Hand 2010, zu den kulturellen und gesellschaftlichen Veränderungen durch Mobiltelefonie, Wildes Kapital. Wild Capital. Reflexionen zur postsozialistischen Stadt / Reflections on post-socialist cities 2006.

## Standort
Das Kunsthaus Dresden hat zwei Standorte. Neu seit 2025 ist als Hauptstandort die robotron-Kantine an der Zinzendorfstraße, Ecke Lingneralle im Stadtzentrum. 
Der zweite Standort ist die Parzelle 3 in der Kleingartensparte Flora I e. V. an der Bergmannstraße in Dresden–Striesen. 

## Geschichte

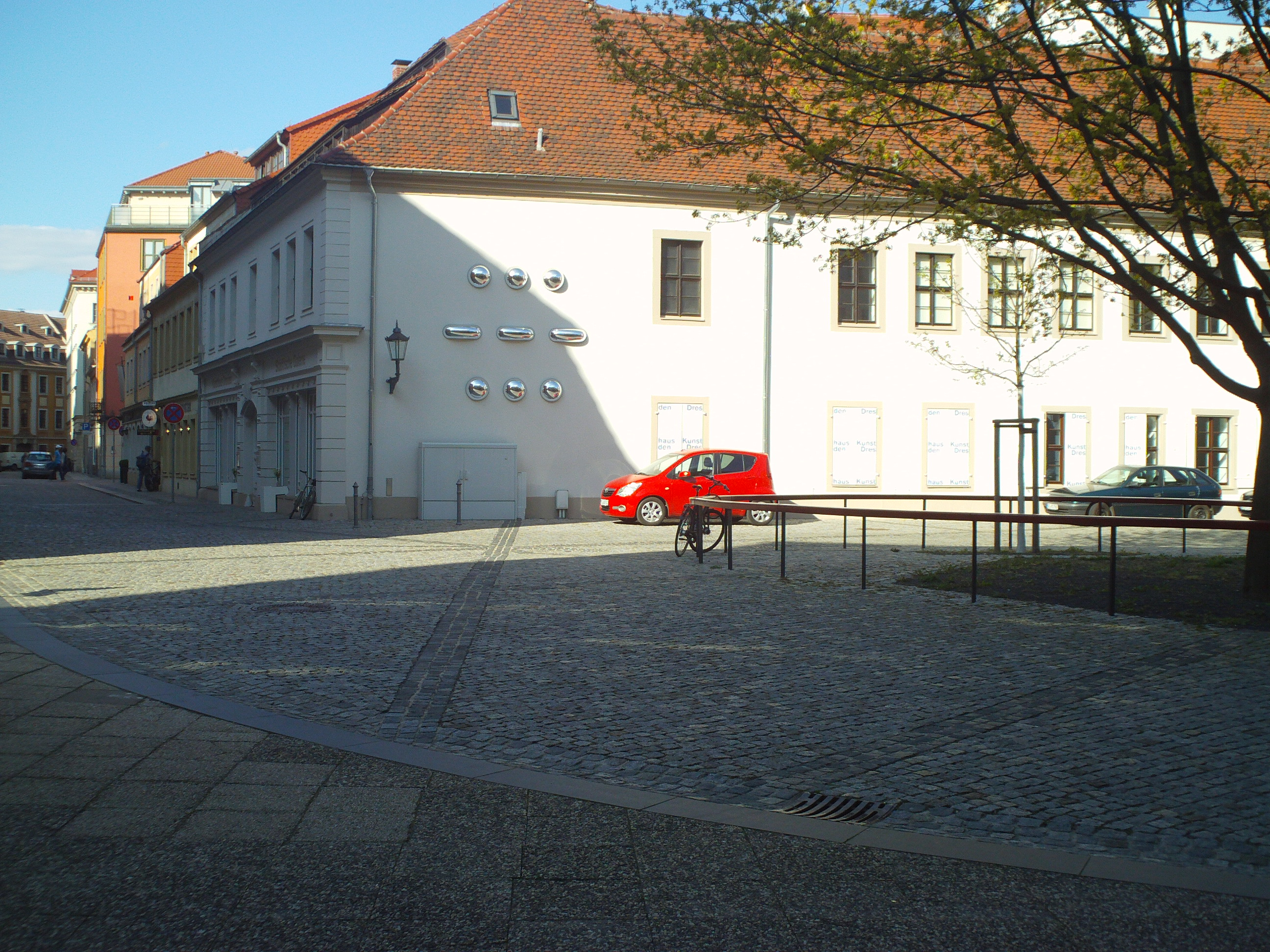
Südseite des ehemaligen Kunsthausgebäudes mit Blick auf den Haupteingang; rechts die spiralförmigen Sitzgelegenheiten auf dem Kunsthausplatz (2015)

Das bis 2024 genutzte denkmalgeschützte Gebäude befindet sich im Stadtteil Innere Neustadt, dem rechtselbischen Teil der Dresdner Innenstadt. Es liegt an der Rähnitzgasse, dem historischen Verbindungsweg zwischen Altendresden und Rähnitz. Es ist das südlichste erhaltene Gebäude des zusammenhängenden Barockviertels um die Königstraße. Unmittelbar benachbart stehen Plattenbauten um den Neustädter Markt, die die bei den Luftangriffen 1945 zerstörten Bürgerhäuser ersetzten. 
Der vor dem Gebäude befindliche Kunsthausplatz wurde 2010 auf Initiative des Kunsthaus Dresden und im Auftrag des Stadtplanungsamtes der Landeshauptstadt Dresden, nach einem Entwurf des Künstlers Jozef Legrand, realisiert.
Die Geschichte des Kunsthaus Dresden beginnt im Jahre 1981, als im Gebäude die „Galerie Rähnitzgasse“ zu Ausstellungszwecken eingerichtet. Von 1984 bis 1990 fungierte das Haus als Sitz des „Zentrums für Kunstausstellungen“, von dem aus die IX. und X. Kunstausstellung der DDR logistisch vorbereitet wurde. Nach der deutschen Wiedervereinigung wurde das Kulturangebot des Kunsthauses Dresden neu ausgerichtet. Das bis dahin vorwiegend auf lokale und nationale Kunst fokussierte Kulturangebot wurde mit der internationalen Kunst- und Kulturszene verbunden und dient fortan als Plattform für aktuelle Kunstströmungen.
Von 1995 bis 2001 wurde das Haus von Harald Kunde geleitet. Seit dem Frühjahr 2003 wird das Kunsthaus durch Christiane Mennicke-Schwarz geführt. In der Zeit von 2007 bis 2009 und 2011 bis 2013 übernahmen Susanne Weiß (2007–2009) und Petra Reichensperger (2011–2013) jeweils Elternzeitvertretungen. Seit 2017 ist das Kunsthaus Teil der Museen der Stadt Dresden.
In der Zeit von August 2018 bis April 2019 war das Kunsthaus Dresden, aufgrund der Umsetzung erforderlicher Brandschutzmaßnahmen und Qualitätsverbesserungen, geschlossen.
Nach der Wiedereröffnung 2019 erweiterte das Kunsthaus Dresden seine Aktivitäten. So begann im selben Jahr die Bespielung der Parzelle 3 im Kleingärtnerverein Flora I e. V. 
Ebenfalls 2019 begann das Kunsthaus Dresden, sich für den Erhalt der robotron-Kantine einzusetzen und dort Veranstaltungen zu organisieren, welche über die Jahre an Häufigkeit und Intensität zunahmen. 
Zum Jahreswechsel 2024/2025 zog das Kunsthaus Dresden aus seinem angestammten Gebäude aus und in die robotron-Kantine ein. Dieses Gebäude teilt sie sich mit der OSTRALE Biennale und mit dem House of Urban Culture